# Junior Wells
Junior Wells, właśc. Amos Blakemore (ur. 9 grudnia 1934 w Memphis, zm. 15 stycznia 1998 w Chicago) – amerykański muzyk bluesowy, wokalista i harmonijkarz.
Wells działał w Chicago, był związany z regionalnym gatunkiem bluesa – bluesem chicagowskim. Współpracował z takimi sławami jak Muddy Waters, Buddy Guy, Magic Sam, Lonnie Brooks i Van Morrison. W 1970 roku supportował wraz z Guyem zespół The Rolling Stones.
Urodził się w Memphis w 1934 roku, mając 14 lat przeprowadził się do Chicago. Jako osiemnastolatek grał w zespole Watersa. W latach 60. współpracował głównie z Buddy Guyem oraz nagrywał dla wytwórni Delmark Records. Jego najbardziej znane utwory to „Messin’ With the Kid”, „Little By Little” oraz „Hoodoo Man”.
Współpracował przy kręceniu filmu Blues Brothers 2000 w 1998 roku, sequelu filmu Blues Brothers. Film miał premierę miesiąc po jego śmierci.

## Dyskografia
- Hoodoo Man Blues (1965)
- It’s My Life, Baby! (1966)
- On Tap (1974)
- You’re Tuff Enough (1968)
- Coming at You (1968)
- Live at the Golden Bear (1969)
- Southside Blues Jam (1969)
- Buddy and the Juniors (1970)
- In My Younger Days (1972)
- Buddy Guy & Junior Wells Play the Blues (1972)
- Live at Montreux (1977)
- Blues Hit Big Town (1977)
- Pleading the Blues (1979)
- Got to Use Your Head (1979)
- Drinkin’ TNT ‘n’ Smokin’ Dynamite (1982)
- The Original Blues Brothers (1983)
- Messin’ with the Kid, Vol 1 (1986)
- Universal Rock (1986)
- Chiefly Wells (1986)
- Harp Attack! (1990)
- 1957-1966 (1991)
- Alone & Acoustic (1991)
- Undisputed Godfather of the Blues (1993)
- Better off with the Blues (1993)
- Messin’ with the Kid 1957-63 (1995)
- Everybody’s Getting’ Some (1995)
- Come on in This House (1997)
- Live at Buddy Guy’s Legends (1997)
- Keep On Steppin’: The Best Of… (1998)
- Best of The Vanguard Years (1998)
- Masters (1998)
- Buddy Guy & Junior Wells (1998)
- Last Time Around – Last time at Legends (1998)
- Junior Wells & Friends (1999)
- Every Day I Have the Blues (2000)
- Calling All Blues (2000)
- Buddy Guy & Junior Wells (2001)
- Best of.. (2001)